# Tam Mao (truyện tranh)
Tam Mao (tiếng Trung: 三毛; bính âm: Sānmāo) hay Chuyện đời lưu lạc của Tam Mao  (giản thể: 三毛流浪记; phồn thể: 三毛流浪記; Hán-Việt: Tam Mao lưu lãng ký; bính âm: Sān máo liúlàng jì) là một bộ truyện tranh Trung Quốc được tác giả Trương Lạc Bình sáng tác vào năm 1935. Tam Mao là nhân vật chính trong câu truyện. Bộ truyện này là bộ truyện dài nhất và vẫn là tiểu thuyết hư cấu hay và nổi tiếng nhất ở Trung Quốc cho tới ngày nay.
Trong khi bộ truyện đã bị thay đổi nhiều theo thời gian nhưng một điều không bao giờ đổi là nhân vật chính vẫn có ba cộng tóc, điều này ý muốn nói là cậu bị suy dinh dưỡng do nghèo đói.

## Lịch sử

Tam Mao trong một tờ báo của Thượng Hải năm 1948. Hình miêu tả cậu ta đang làm xiếc nhào lộn để kiếm tiền trong ngày lễ thiếu nhi.

Đa số các truyên tranh trước Tam Mao điều nói chủ yếu về thành phần người lớn và trong câu truyện có một điều khác thường nữa là nó không có các cuộc đối thoại. Khi tác giả Trương Lạc Bình sáng tác câu truyện này. Mục đích của ông là nói lên sự hỗn độn trong xã hội trong chiến tranh Trung-Nhật. Ông muốn bày tỏ lo ngại cho những nạn nhân nhỏ tuổi vô tội, đặc biệt những đứa trẻ mồ côi sống trên đường phố. Đa số những thay đổi trong nhân vật được tạo sau khi chiến tranh thế giới thứ hai vào thời giải phóng năm 1949.
Nhân vật Tam Mao còn được viết như đã sống qua những thời ký quan trọng nhất của Trung Quốc. Hình ảnh Tam Mao cũng được tiến hóa theo thời gian, trong một số chuyện hiện đại cậu được miêu tả như là một chàng trai bình thưởng khỏe mạnh. Cậu còn được miêu tả một cách hư cấu là cậu còn sống trong thời du hành vũ trụ.

## Nội dung
Nội dung của cuốn truyện là toàn bộ cuộc đời lưu lạc trên bước đường đi tìm mẹ của chú bé Tam Mao (Có nghĩa là: Ba chỏm tóc) ở Thành phố Thượng Hải trong thời kỳ những năm 30 đầu thế kỷ XX. Cậu sống trong thời đại tột cùng đen tối buồn khổ, nghèo khó do hậu quả của chiến tranh, thực dân, lạm phát.

## Liên quan
Bộ truyện được chuyển thể thành phim truyền hình và đã được chiếu ở Việt Nam với tựa đề: Tam Mao tìm mẹ.

## Chuyển thể
Nhân vật Tam Mao xuất hiện lần đầu tiên trước công chúng trong quyển truyện tranh Trung Quốc gọi là manhua và sau đó được chuyển thể thành nhiều loại khác.
| Tên tiếng Trung Quốc | Tên tiếng Việt      | năm       | Loại             | Địa điểm   |
| -------------------- | ------------------- | --------- | ---------------- | ---------- |
| 三毛欢乐派           |                     | 2006      | Trò chơi online  | Trung Quốc |
| 三毛流浪记           | Tam mao lưu lãng ký | 2006      | Phim hoạt hình   | Trung Quốc |
| 三毛从军记           |                     | 2005      | Rạp chiếu phim   | Trung Quốc |
| 虚拟导游三毛         |                     | 2005      | 3D               | Trung Quốc |
| 三毛救孤记           |                     | 2004      | Phim điện ảnh    | Trung Quốc |
| 三毛太空漫游         |                     | 2000      | Rạp chiếu phim   | Hồng Kông  |
| 三毛新传             |                     | 1999      | Phim truyền hình | Trung Quốc |
| 三毛流浪记           |                     | 1997      | kịch             | Hồng Kông  |
| 三毛流浪记           | Tam Mao lưu lãng ký | 1996 1998 | Phim truyền hình | Trung Quốc |
| 三毛从军记           |                     | 1992      | Phim             | Trung Quốc |
| 三毛流浪记           |                     | 1990      | Kịch             | Trung Quốc |
| 三毛流浪记           | Tam Mao lưu lãng ký | 1984      | Phim hoạt hình   | Trung Quốc |
| 三毛学生意           |                     | 1958      | Phim             | Trung Quốc |
| 三毛流浪记           |                     | 1958      | Phim rối         | Trung Quốc |
| 三毛流浪记           |                     | 1949      | Phim             | Trung Quốc |

1. ↑  China Daily. "China Daily Lưu trữ ngày 5 tháng 2 năm 2007 tại Wayback Machine." "Sanmao Chinas favorite son turns 70." Retrieved on 2007-01-09.
2. ↑  Sanmao Official Website. "Sanmao." "Production Listing." Retrieved on 2007-01-09.